# Ɠ
Ɠ, ɠ (G с крюком) — буква расширенной латиницы. В международном фонетическом алфавите означает звонкий велярный имплозив. Используется во многих африканских языках, таких как кпелле или неофициальной орфографии языка фула. Также входит в Африканский эталонный алфавит.